# Hugo Capet
Hugo Capet (Frans: Hugues Capet) (Dourdan, 941 – Les Juifs bij Chartres, 24 oktober 996) was koning van Frankrijk van 987 tot 996. Zijn bijnaam Capet betekent "mantel dragend" (cappa) en werd hem waarschijnlijk gegeven ter onderscheid van zijn vader Hugo de Grote of omdat zijn familie als lekenabt van de Abdij van Saint-Denis een mantel of cappa droeg.

## Biografie
Hugo Capet werd als het tweede kind en oudste zoon van Hugo de Grote en Hedwig van Saksen geboren. Zijn grootvader Robert van Bourgondië was tussen 922 en 923 koning van West-Francië geweest. Via zijn grootmoeder Beatrix van Vermandois was hij tevens een nazaat van koning Karel de Grote. Zijn vader Hugo de Grote was in zijn tijd de machtigste man van Frankrijk, zelfs machtiger dan de koning. Bij de dood van zijn vader erfde Hugo Capet de meeste van zijn bezittingen en titels: Hugo werd hertog van de Franken (Neustrië), graaf van Parijs, Orléans, Poitou, Tours, et cetera, en lekenabt van onder meer Saint-Martin te Tours, Saint-Germain te Auxerre, Saint-Aignan te Orléans, Saint-Quentin en Sint-Vaast. Zijn broer Otto werd bovendien hertog van Bourgondië. De paus noemde hem de “glorierijke prins van de Franken”. Omdat Hugo nog minderjarig was, trad eerst Richard I van Normandië, die was getrouwd met Hugo's zus Emma, als zijn voogd op en later zijn moeder Hedwig van Saksen en zijn oom Bruno, aartsbisschop van Keulen. Zij waren zuster en broer van keizer Otto I de Grote.
De machtige Franse edelen maakten gebruik van Hugo's minderjarigheid om hun positie ten koste van hem te versterken, bijvoorbeeld: Willem III van Aquitanië die Poitou tegen Hugo wist te behouden, Theobald I van Blois die Chartres en Châteaudun verwierf, en Fulco II van Anjou die de omgeving van Nantes in handen kreeg.

### Hertog
Als hertog voerde Hugo een voorzichtig beleid waarbij hij twee doelen nastreefde: enerzijds het behoud van zijn eigen dominante positie binnen Frankrijk, waarbij hij gebruikmaakte van de steun van de aan hem verwante Duitse keizers, anderzijds het behoud van de onafhankelijkheid van Frankrijk ten opzichte van Duitsland. Hierbij was Hugo een bondgenoot van aartsbisschop Adalbero van Reims, die bang was dat Frankrijk een vazalstaat van Duitsland zou worden.
Rond 968 verbeterde Hugo zijn betrekkingen met Willem IV van Aquitanië door met diens zuster te trouwen. In 978 beschermde Hugo koning Lotharius van Frankrijk in Étampes en verdedigde Parijs tegen Otto II, nadat Lotharius een riskante plundertocht naar Aken had ondernomen. In 981 veroverde Hugo Montrieul, ook bezocht hij in dat jaar Otto II in Rome. In 986 klaagde Lotharius Adalbero aan wegens hoogverraad. Hugo bestormde de rechtszitting en de koning kwam daarbij om het leven. Dit bleef zonder gevolgen voor Hugo.

### Koning
Na de onverwachte dood van Lotharius' zoon Lodewijk V in 987, hij stierf kinderloos na een jachtongeval, werd Hugo op 3 juli 987 te Senlis tot koning gekozen. Adalbero steunde hem met de volgende argumentatie: Het koningschap krijgt men niet op grond van erfrecht; men moet slechts hem op de troon verheffen, die zich zowel door zijn lichamelijke welgeschapenheid als door zijn geestelijke wijsheid onderscheidt, die door het geloof gesterkt en door grootmoedigheid gesteund wordt. Hugo werd in Noyon of Reims gekroond en liet nog op 30 december 987 zijn zoon Robert II tot medekoning kronen, een poging om zijn opvolging te verzekeren.
Hoewel het eigenlijke grondbezit van Hugo veel kleiner was dan dat van zijn vader of van zijn belangrijke vazallen, had hij wel controle over Parijs, Orléans en een handvol kleinere steden, en over een aantal belangrijke abdijen en bisschopsbenoemingen in het noorden van Frankrijk. Als hij in Parijs was resideerde hij in het Palais de la Cité op het île de la Cité, maar hij verbleef meestal elders, zoals gebruikelijk was voor koningen in die tijd. Zijn macht en rijkdom waren zo veel groter dan zijn grondbezit. Hij gebruikte de kerkelijke hervormingen, vooral de godsvredebeweging, om zijn gezag te vestigen en was goed bevriend met de abt van Cluny.
In 988 probeerde Karel van Neder-Lotharingen, een Karolinger en neef van Hugo, de troon te verwerven ten koste van Hugo. Karel veroverde Laon en liet zich tot koning kronen. Hugo belegerde de stad twee keer zonder resultaat. Hugo verbond zich met Odo I van Blois, in ruil voor het graafschap Dreux. In 991 kon Hugo Karel gevangennemen door verraad van de bisschop Adalbero van Laon (een neef van Karel maar benoemd door Hugo). Dit gaf overigens nog aanleiding tot heftige conflicten over diens positie, vooral binnen de kerk waarbij de bondgenoten van Hugo natuurlijk bisschop Adalbero steunen. Karel werd met zijn gezin gevangengezet in Orléans en zou daar overlijden.
Hugo verbond zich vervolgens met de graven van Normandië en Anjou, tegen Odo van Blois die Melun had geannexeerd. Melun werd heroverd maar Odo veroverde Nantes, dat weer werd heroverd. Toen Anjou weer te veel macht kreeg, viel dit bondgenootschap weer uiteen. De graaf van Barcelona (formeel deel van Frankrijk maar feitelijk al bijna 100 jaar onafhankelijk) deed een beroep op Hugo om steun tegen de Moren. Hugo wilde die verlenen in ruil voor erkenning als leenheer, maar uiteindelijk gebeurde er niets. In 993 werd een complot van Odo van Blois en de bisschop van Laon ontdekt, om Hugo te ontvoeren en over te dragen aan keizer Otto III. Dit bleef zonder gevolgen voor de betrokkenen. Na de dood van Odo in 996 weigerde Hugo een huwelijk van zijn zoon Robert met Odo's weduwe Bertha van Bourgondië. Hoewel Robert en Bertha oprecht van elkaar hielden (een bijzonderheid voor een koninklijk huwelijk in die tijd) en ondanks de grote voordelen (o.a. Bourgondië), gaf Hugo geen toestemming wegens bloedverwantschap. Hugo overleed aan de pokken en werd in Saint Denis begraven, voor het altaar van de heilige drie-eenheid naast zijn voorvader Odo I van Frankrijk. Robert verstootte prompt zijn vrouw en maakte Bertha zijn minnares en later ook zijn vrouw – en kreeg daarop grote problemen met de paus vanwege hun bloedverwantschap.

## Huwelijk en kinderen
Hij was gehuwd met Adelheid van Aquitanië (945/952-1004), dochter van Adelheid van Normandië en van Willem III van Aquitanië graaf van Poitiers van 934 tot 963, en hertog van Aquitanië van 928 tot 963. Zij hadden vier kinderen:
- Gisela (ca. 969), gehuwd met Hugo, zoon van Hilduinus III van Montreuil. Hugo Capet gaf het echtpaar Abbeville (Somme), Ancre en Domart, uit het bezit van de abdij van Saint-Riquier en maakte Hugo lekenabt van die abdij. Deze bezittingen vormden later het graafschap Ponthieu en Hugo werd bekend als Hugo I van Ponthieu
- Hedwig (ca. 970 - na 1013), gehuwd met Reinier IV van Henegouwen,
- Robert II (972 - 1031), die hem opvolgt,
- Adelheid (ca. 973 - na 1063)

Mogelijk had Hugo nog een buitenechtelijke zoon Gauzelin († 1030), abt van de abdij van Fleury en door Robert II benoemd tot aartsbisschop van Bourges.

## Voorouders
| Voorouders van Hugo Capet (940-996) | Voorouders van Hugo Capet (940-996)                                    | Voorouders van Hugo Capet (940-996)                                    | Voorouders van Hugo Capet (940-996)                                    | Voorouders van Hugo Capet (940-996)                                    | Voorouders van Hugo Capet (940-996)                                   | Voorouders van Hugo Capet (940-996)                                   | Voorouders van Hugo Capet (940-996)                                   | Voorouders van Hugo Capet (940-996)                                   |
| ----------------------------------- | ---------------------------------------------------------------------- | ---------------------------------------------------------------------- | ---------------------------------------------------------------------- | ---------------------------------------------------------------------- | --------------------------------------------------------------------- | --------------------------------------------------------------------- | --------------------------------------------------------------------- | --------------------------------------------------------------------- |
| Overgrootouders                     | Robert IV de Sterke (820-866) ∞ Adelheid van Tours (-866)              | Robert IV de Sterke (820-866) ∞ Adelheid van Tours (-866)              | Herbert I van Vermandois (850-907) ∞ Bertha van Morvois (862-907)      | Herbert I van Vermandois (850-907) ∞ Bertha van Morvois (862-907)      | Otto I van Saksen (850–912) ∞ Hedwig van Babenberg (956-1003)         | Otto I van Saksen (850–912) ∞ Hedwig van Babenberg (956-1003)         | Diederik (-) ∞ca. 890 Reginhilde (ca. 870-?)                          | Diederik (-) ∞ca. 890 Reginhilde (ca. 870-?)                          |
| Grootouders                         | Robert van Bourgondië (866-923) ∞ 895 Beatrix van Vermandois (880-931) | Robert van Bourgondië (866-923) ∞ 895 Beatrix van Vermandois (880-931) | Robert van Bourgondië (866-923) ∞ 895 Beatrix van Vermandois (880-931) | Robert van Bourgondië (866-923) ∞ 895 Beatrix van Vermandois (880-931) | Hendrik de Vogelaar (876-936) ∞ 909 Mathilde van Ringelheim (895-968) | Hendrik de Vogelaar (876-936) ∞ 909 Mathilde van Ringelheim (895-968) | Hendrik de Vogelaar (876-936) ∞ 909 Mathilde van Ringelheim (895-968) | Hendrik de Vogelaar (876-936) ∞ 909 Mathilde van Ringelheim (895-968) |
| Ouders                              | Hugo de Grote (897-956) ∞ 938 Hedwig van Saksen (914-965)              | Hugo de Grote (897-956) ∞ 938 Hedwig van Saksen (914-965)              | Hugo de Grote (897-956) ∞ 938 Hedwig van Saksen (914-965)              | Hugo de Grote (897-956) ∞ 938 Hedwig van Saksen (914-965)              | Hugo de Grote (897-956) ∞ 938 Hedwig van Saksen (914-965)             | Hugo de Grote (897-956) ∞ 938 Hedwig van Saksen (914-965)             | Hugo de Grote (897-956) ∞ 938 Hedwig van Saksen (914-965)             | Hugo de Grote (897-956) ∞ 938 Hedwig van Saksen (914-965)             |

- Bibliothèque nationale de France: cb12049595b (data)
- Gemeinsame Normdatei: 118897926
- International Standard Name Identifier: 0000 0001 1744 4634
- Library of Congress Control Number: n84234111
- Nationale Bibliotheek van Israël: 987007262883005171
- Nationale Bibliotheek van Polen: a0000003621615
- Nederlandse Thesaurus van Auteursnamen: 072682566
- Système universitaire de documentation: 02871640X
- Union List of Artist Names: 500109854
- Virtual International Authority File: 156245864
- WorldCat: E39PBJxhrhJFX6btFrYvQwc9Dq